# Llàtzer Tramulles el Joven
Llàtzer Tramulles II o Llàtzer Tramulles el Joven —también escrito Tremulles— fue un escultor español de estilo barroco, hijo de Llàtzer Tramulles el Viejo. Estuvo activo entre 1680 y 1710 en Barcelona, Reus, Escaladei, la Selva del Camp y Perpiñán.

## Biografía
Pertenecía a una familia de escultores, iniciada con Antoni Tramulles, padre de Josep Tramulles y de Llàtzer el Viejo. Nació en fecha desconocida en Perpiñán, por aquel entonces perteneciente a la Monarquía Hispánica. Estudió en París.
Entre sus primeras obras figuran: el altar mayor de la ermita de la Misericordia en Reus (1681), el camarín y órgano de la capilla de San Olegario de la Catedral de Barcelona (1680-1682) y el sagrario de la monasterial de Scala Dei (1683).
Entre 1685 y 1687 trabajó con Lluís Bonifaç en la escultura del monumento a Santa Eulalia de la plaza del Pedró en Barcelona. La base del monumento es una fuente cuadrada sobre la que se levanta un obelisco rematado por la estatua de Santa Eulalia, que lleva los atributos de su martirio: la palma y la cruz en aspa. Esta imagen fue destruida en 1936, y sustituida en 1951 por otra de Frederic Marès.
Posteriormente trabajó en el retablo mayor de la iglesia de la Selva del Camp (1703-1708), y en 1710 se trasladó a Perpiñán, donde trabajó en la catedral.